# 韩婴 (襄城侯)
韩婴（？—前158年），韩国宗室后裔，西汉列侯。
韩婴是韩王信之孙。韩王信逃入匈奴时，其子相随，在匈奴生下了韩婴。汉文帝十六年（前164年）六月，韩婴与叔父韩颓当率众归附汉朝，被封为襄城侯，食邑一千四百三十二户。汉文帝後六年（前158年），韩婴去世，谥号哀侯，韩泽之继任。汉武帝元朔四年（前125年），韩泽之以诈病不敬罪失侯。